# Entychides aurantiacus
Entychides aurantiacus là một loài nhện trong họ Cyrtaucheniidae. Loài này phân bố ờ México.